# متسولدو
متسولدو (به ایتالیایی: Mezzoldo) یک کومونه در ایتالیا است که در استان برگامو واقع شده‌است.

## خصوصیات
متسولدو ۱۸٫۸ کیلومترمربع مساحت و ۲۲۵ نفر جمعیت دارد و ۸۳۵ متر بالاتر از سطح دریا واقع شده‌است.